# Щириця Яків Опанасович
Яків Опанасович Щириця (нар. 8 жовтня 1887 — 27 квітня 1929) — учасник українського визвольного руху.

## З життєпису
Народився 8 жовтня 1887 року в с. Боровиці Чигиринського повіту.
Навчався разом із майбутніми холодноярськими отаманами братами Чучупаками в двокласній Головківській учительській школі. По її закінченні у 1906–1914 роках працював учителем у селах Бужині та Тіньках Чигиринського повіту.
З 1914 року — на військовій службі. 1 червня 1917 року по закінченні Київської військової школи отримує звання прапорщика, і вже як офіцер, бере участь в українізації царської армії, де «ріс з кожним днем все більше самостійницький рух». Навесні 1918 повертається з фронту додому, де змушений переховуватися від гетьманців, а згодом і від денікінців та чигиринського отамана анархо-комуніста Свирида Коцура.
У 1919-20 очолює загони «самооборони» ряду сіл дніпровського узбережжя Чигиринського повіту — Білоярський полк. Військове формування під його рукою бере участь у боях з денікінцями, червоними, силами Коцура.
У кінці 1920 року Яків Щириця перебирається на Катеринославшину. Працює вчителем, одночасно вчиться, у 1925 році закінчує інститут. Кандидат в члени ВКП(б) з 1926 року; останнє місце роботи — учитель Дніпропетровського землевпорядного технікуму, на цій посаді і був заарештований органами ДПУ.
26 серпня 1928 року уповноважений слідчим відділом Шевченківського відділу ДПУ УРСР розглянув матеріали «злочинної діяльності громадянина Щериці Якова Опанасовича» — організація в 1919-20 роках повстанського руху проти Радянської влади на території колишнього Чигиринського повіту". 18 грудня «прокурор по суддогляду Шевченківської округи» — « є підстави віддати обвинувачених під суд». 19 квітня 1929 року відбулося закрите судове засідання Шевченківського окрсуду, звинувачувалися Щириця Яків Опанасович та ще шість людей. Суд виніс вирок: «Щирицю Якова Опанасовича, 42 років за санкцією 542 арт КК до вищого заходу самооборони — розстріляти; від конфіскату майна як неімущого звільнити».
27 квітня 1929 року у м. Черкаси вирок стосовно Я.Щириці приведено у виконання.